# Läderlappen (TV-serie)
Läderlappen (engelska: Batman) är en amerikansk TV-serie som producerades i 120 avsnitt mellan 1966 och 1968. Serien bygger på Bob Kanes och Bill Fingers seriefigur Batman. Den har i Sverige visats på SVT under 1980-talet (1988-89) och under 2000-talet på TV4 Plus.

## Handling
Handlingen är förlagd till Gotham City, en fiktiv stad i USA, där kriminaliteten härskar. Läderlappen/Bruce Wayne och hans skyddsling Robin/Dick Grayson bekämpar den organiserade brottsligheten, under överinseende av polischef Gordon och kommissarie O'Hara. Till Bruces hjälp finns även butlern Alfred, Dicks faster Harriet (en rollfigur som inte finns i den tecknade serien) och i senare avsnitt Läderlappsflickan, som i själva verket är Gordons dotter.
Serien är berömd för sina cliffhangers - normalt pågick handlingen över två avsnitt, där det första slutade med att Batman och Robin satt fast i en dödsfälla - och för de tecknade seriebubblor med ord som BLAFF, POW och BANG som visades i seriens slagsmålsscener.

## Medverkande

### Ordinarie roller
- Adam West — Läderlappen/Bruce Wayne
- Burt Ward — Robin/Dick Grayson
- Alan Napier — Alfred Pennyworth
- Neil Hamilton — Polischef James Worthington Gordon
- Stafford Repp — Kommissarie O'Hara
- Madge Blake — faster Harriet Cooper
- Yvonne Craig — Läderlappsflickan/Barbara Gordon (säsong 3)
- William Dozier — Berättaren

### Återkommande skurkar
- Cesar Romero — Jokern (20 avsnitt)
- Burgess Meredith — Pingvinen (20 avsnitt)
- Julie Newmar (säsong 1 & 2), Eartha Kitt (säsong 3) — Kattkvinnan (17 avsnitt)
- Frank Gorshin (säsong 1 & 3), John Astin (säsong 2) — Gåtan (12 avsnitt)
- Victor Buono — Tutankhamon (9 avsnitt)
- Vincent Price — Äggskallen (6 avsnitt)
- George Sanders (avsnitt 7-8), Otto Preminger (avsnitt 53-54), Eli Wallach (avsnitt 93-94) — Frysaren (6 avsnitt)
- David Wayne — Hattmakaren (4 avsnitt)

## Populärkultur
- I Angry Video Game Nerds recensioner med TV-spel baserade på Batman används TV-seriens signatur och slagsmålscener i Batman Part II.

## DVD/Blu-Ray
Serien släpptes på DVD och Blu-ray november 2014 i USA.
Tidigare var det inte möjligt på grund av rättighetsproblem.